# Іванівка (річка)
Іванівка, Аківка, Безіменна — річка у Слонімському й Зельвенському районах, Гродненська область, Білорусь. 
Права притока Зельв'янки (басейн Німану).

## Опис
Довжина річки 11 км, похил річки 4,5 м/км, площа басейну водозбору 58 км². Формується безіменними струмками, болотом та озером. Річище упродовж 2 км каналізоване (від витоку до села Збочна).

## Розташування
Бере початок біля села Мислова. Тече переважно на південний захід через село Озерницю (колишнє містечко), понад болотом Клепацьке та через озеро Бездонне й за 1 км на північ  від селища Кошелі впадає в річку Зельв'янку, ліву притоку Німану.